# Црква Вазнесења Господњег у Драговцу
Црква Вазнесења Господњег у Драговцу, насељеном месту на територији града Пожаревца, припада Епархији браничевској Српске православне цркве.